# Vratnica
Vratnica (makedonsky: Вратница) je vesnice v Severní Makedonii. Nachází se v opštině Jegunovce v Položském regionu.

## Geografie
Vratnica se nachází v oblasti Položská kotlina, na úpatí hory Ljuboten (hora v pohoří Šar Planina). Nadmořská výška vesnice se pohybuje v rozmezí 700 až 760 metrů. Nedaleko vesnice protéká říčka Rakita, která ústí do řeky Vardar.
Vratnica leží na hlavní silnici vedoucí z města Tetova k makedonsko-kosovské hranici, do vesnice Jažince. Od města Tetovo je vzdálená 22 km a od Jažince pouhých 5 km.
Vesnice Vratnica byla původně centrem bývalé opštiny Vratnica, pod kterou spadaly obce Jažince, Rogačevo, Staro Selo, Belovište a Orašje. V roce 2004 se měnily hranice opštiny a bývalá opština se včlenila do opštiny Jegunovce.

## Historie
Předpokládá se, že zaniklá obec Moravce, která ležela asi 800 metrů od dnešní vesnice Vratnica, byla její předchůdkyní. Kvůli nátlaku osmanských okupantů hledali obyvatelé bezpečnější místo k životu. Původně se usadili v dnešním Kosovu, ale později se znovu vrátili zpět. Po návratu spolu s potomky původních emigrantů založili vesnici Vratnica.
Vratnica je zmíněna v osmanských sčítacích listinách z let 1467/68. Žilo zde 66 rodin, 4 neprovdaní a 4 vdovy, všichni byli křesťané.
Podle záznamů Vasila Kančova z roku 1900 zde žilo 880 obyvatel makedonské národnosti.

#### Novodobá historie
Vratnica měla být cílem myšlenky Velké Albánie a od jejího vyhlášení Prizrenskou ligou v roce 1878 se Vratnica nakrátko ocitla na jejím území.
Během občanského konfliktu v roce 2001 byla vesnice terčem útoků a součástí vojenských bitev.
V postkonfliktním období byla obec napadena albánskými vandaly a teroristy, kdy byla spolu s vesnicemi Staro Selo, Belovište a Rogačevo v praktickém obležení příslušníků tzv. Lidové osvobozenecké armády. Stejně jako v okolních vesnicích zažili místní obyvatelé týdny bez jídla, vody, léků a lékařské pomoci. Albánští teroristé sídlili ve vesnici Odri, odkud vydali rozkaz, aby se makedonské obyvatelstvo urychleně vystěhovalo.

## Demografie
Podle sčítání lidu z roku 2021 žije ve vesnici 364 obyvatel. Etnické skupiny jsou:
- Makedonci – 301
- Srbové – 10
- Albánci – 1
- ostatní – 53

| Rok          | 1900 | 1929 | 1948 | 1953 | 1961 | 1971 | 1981 | 1991 | 1994 | 2002 | 2021 |
| ------------ | ---- | ---- | ---- | ---- | ---- | ---- | ---- | ---- | ---- | ---- | ---- |
| Obyvatelstvo | 880  | 1131 | 1299 | 1387 | 1384 | 1578 | 1688 | 1836 | 572  | 505  | 364  |

## Kulturní a přírodní pamětihodnosti

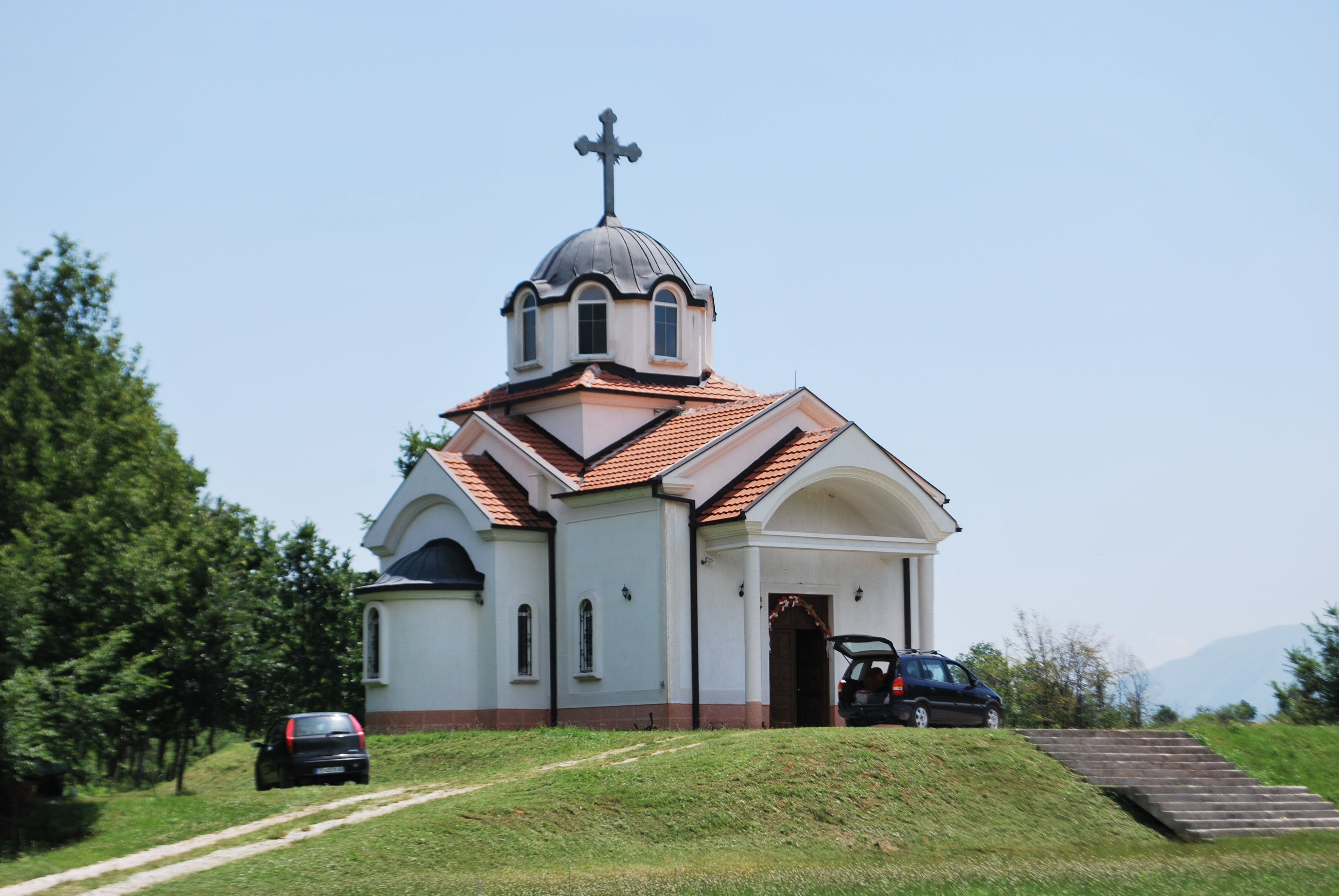
Kostel sv. Konstantina a Eleny

#### Kostely
- Kostel sv. Petky – hlavní vesnický kostel
- Kostel sv. Archanděla Michaela – pohřební kostel
- Kostel sv. Konstantina a Eleny – kostel u Vratnického jezera

#### Archeologická naleziště

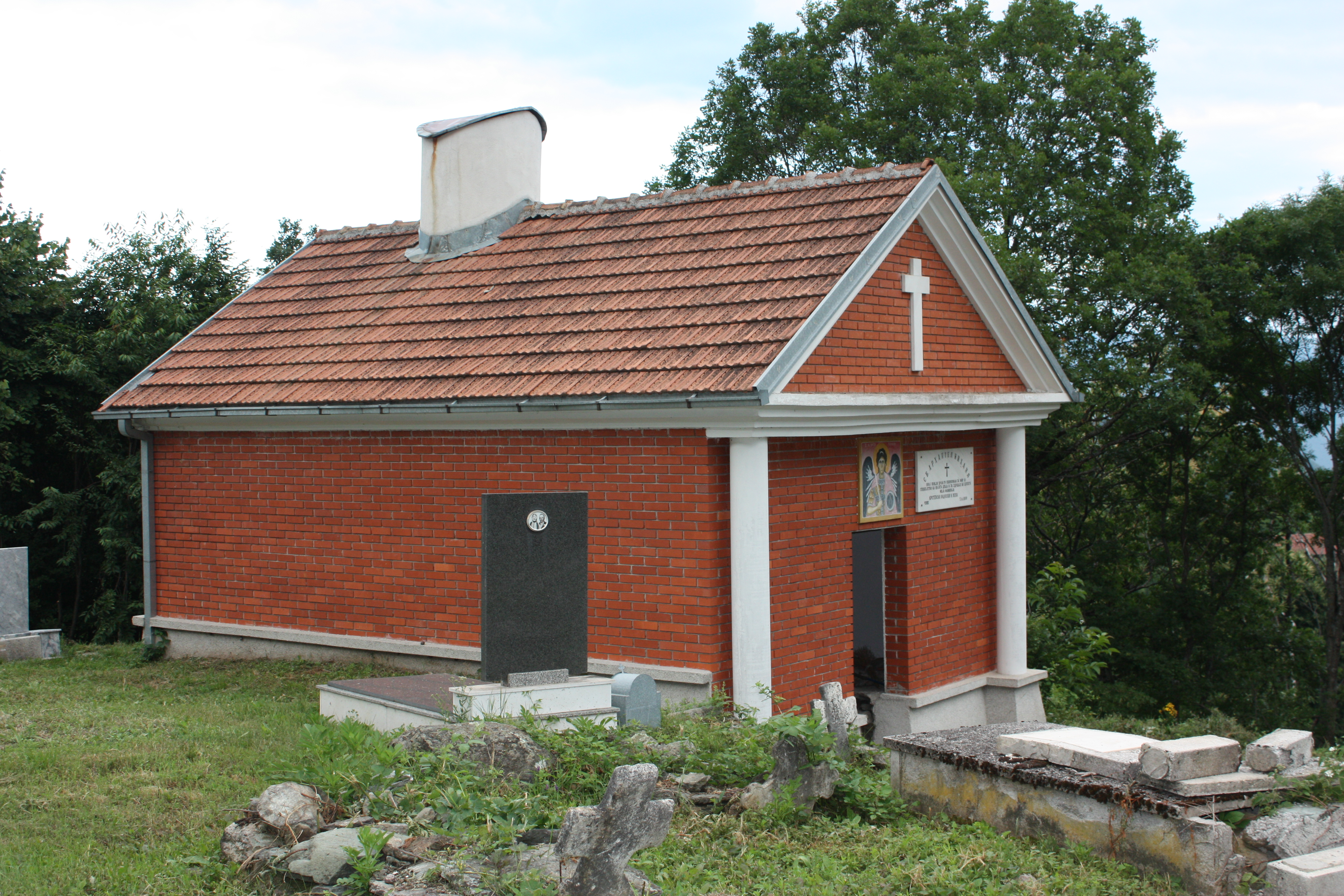
Kostel sv. Archanděla Michaela

- Mali Orman – pozůstatky osady z antických dob
- Duch Svatý – pozůstatky středověkého kostela
- Svatá Petka – středověký hřbitov a kostel
- Tumba – pozůstatky osady z dob Římské říše
- Crkvište – pozůstatky středověkého kostela

#### Jezera
- Vratnické jezero
- Livadičko

#### Řeky
- Rakita